# Ronnie Wood
Ronald David Wood (Londres, 1 de junho de 1947), mais conhecido como Ronnie Wood ou Ron Wood, é um guitarrista, compositor, multi-instrumentista, artista, autor e celebridade de rádio de rock and roll britânico. Mais conhecido como ex-integrante dos The Faces, e integrante atualmente do The Rolling Stones. Ronnie manteve um longo e problemático relacionamento com o uso de drogas, tendo estado três vezes internado em clínicas de reabilitação.

## Biografia
Wood começou sua carreira em 1964 com os The Birds. No final dos anos 1960 passou a ser integrante da banda The Creation entrando depois para o Jeff Beck Group com o vocalista Rod Stewart. O grupo desbandou após o lançamento do álbum Beck-Ola em 1969.
Com Rod Stewart, Ron entrou para os The Small Faces, e logo depois o grupo foi renomeado para The Faces. Embora tenham ficado conhecidos nos Estados Unidos como a banda de apoio de Stewart, os Faces eram bem famosos no Reino Unido, rivalizando com os The Rolling Stones em popularidade.
Durante os anos 1970 Wood lançou alguns discos solo, incluindo um em parceria com Ronnie Lane, também ex-integrante do The Faces, chamado Mahoney's Last Stand (1976).
Depois que Mick Taylor deixou os Rolling Stones em 1974, Wood o substituiu na guitarra a tempo de completar a gravação de Black and Blue, lançado em 1976, álbum que o tornaria um integrante legítimo da banda.  Durante os anos 1980 Wood continuou como integrante oficial dos Rolling Stones, enquanto pintava e seguia sua carreira solo, tocando com artistas como David Bowie, Eric Clapton e Aretha Franklin.
Em 1993 ele e Rod Stewart gravaram um acústico pela MTV, que resultou em um álbum de enorme sucesso.  Depois de uma intensa turnê promovida por Stewart nos EUA em 2004, a dupla anunciou planos de gravar um álbum chamado I'll Strut, You'll Sing que não foi concluído devido aos constantes compromissos de Wood com o Rolling Stones.
Em 11 de junho de 2008 foi anunciado que Wood e os demais integrantes do Faces planejam uma reunião do grupo.

## Discografia

### Álbuns de estúdio
- I've Got My Own Album to Do (1974/Warner Bros.)
- Now Look (1975/Warner Bros.) US No. 118
- Gimme Some Neck (1979/Columbia) US No. 45
- 1234 (1981/Columbia) US No. 164
- Slide on This (1992/Continuum)
- Not for Beginners (2001/SPV)
- I Feel Like Playing (2010/Eagle) UK No. 164

### Álbum da trilha sonora original
- Mahoney's Last Stand (1976/Warner Bros.) com Ronnie Lane

### Álbuns ao vivo
- Live at the Ritz (1988/Victor) com Bo Diddley
- Slide on Live: Plugged in and Standing (1993/Continuum)
- Live & Eclectic (2000/SPV) (reeditado em 2002 comoLive at Electric Ladyland)
- Buried Alive: Live in Maryland (2006/Wooden) com New Barbarians
- The First Barbarians: Live from Kilburn (2007/Wooden)
- Live in London: I Feel Like Playing (2011/SHProds)
- Mad Lad: A Live Tribute to Chuck Berry (2019/BMG)
- Mr. Luck – A Tribute to Jimmy Reed: Live at the Royal Albert Hall (2021/BMG)

### Compilação
- Always Wanted More (2001/SPV)
- Ronnie Wood Anthology: The Essential Crossexion (2006/Virgin)

### Singles
- "Blue Christmas" with Andrea Corr[4]

### Outras aparições
- "It's Not Easy" com Charlie Sexton for The Wild Life (1984)
- "Silver & Gold" com Bono e Keith Richards em Sun City (1985)
- "Chain of Fools" em Back to the Streets: Celebrating the Music of Don Covay (1993)[5]

### Com o Jeff Beck Group
- Truth (1968)
- Beck-Ola (1969)

### Com os Faces

#### Álbuns de estúdio
- First Step (1970)
- Long Player (1971)
- A Nod Is As Good As a Wink... to a Blind Horse (1971)
- Ooh La La (1973)

#### Álbuns ao vivo
- Coast To Coast: Overture And Beginners (1974)

### Com os Rolling Stones

#### Álbuns de estúdio
- Black and Blue (1976/Atlantic)
- Some Girls (1978/Atlantic)
- Emotional Rescue (1980/Atlantic)
- Tattoo You (1981/Atlantic)
- Undercover (1983/Atlantic)
- Dirty Work (1986/Columbia)
- Steel Wheels (1989/Columbia)
- Voodoo Lounge (1994/Virgin)
- Bridges to Babylon (1997/Virgin)
- A Bigger Bang (2005/Virgin)
- Blue & Lonesome (2016/Polydor)

#### Álbuns ao vivo
- Love You Live (1977/Atlantic)
- Still Life (1982/Atlantic)
- Flashpoint (1991/Virgin)
- Stripped (1995/Virgin)
- No Security (1998/Virgin)
- Live Licks (2004/Virgin)
- Shine a Light (2008/Polydor)

### Como músico de sessão
- An Old Raincoat Won't Ever Let You Down – Rod Stewart (1969)
- Barabajagal – Donovan (1969)
- Gasoline Alley – Rod Stewart (1970)
- Every Picture Tells a Story – Rod Stewart (1971)
- Never a Dull Moment – Rod Stewart (1972)
- Dark Horse – George Harrison (1974)
- Smiler – Rod Stewart (1974)
- It's Only Rock 'n Roll – The Rolling Stones (1974)
- Shot of Love – Bob Dylan (1981)
- Stop and Smell the Roses – Ringo Starr (1981)
- Aretha – Aretha Franklin (1986)
- Knocked Out Loaded – Bob Dylan (1986)
- Desire – Toyah (1987)
- Down in the Groove – Bob Dylan (1988)
- Thanks – Ivan Neville (1995)
- Deuces Wild – B.B. King (1997)
- Music City Soul – Beverley Knight (2007)
- 11 Past the Hour – Imelda May (2021)[6]